# Chruślin
Chruślin (dawniej Chroślin) – wieś w Polsce położona w województwie łódzkim, w powiecie łowickim, w gminie Bielawy. 
Przez miejscowość przebiega droga wojewódzka nr 703.

## Historia
W XIV w. powstała rzymskokatolicka parafia św. Michała Archanioła. Wtedy też powstał pierwszy kościół. W XVI w.  Chruślin wchodził w skład dóbr stołowych Arcybiskupa gnieźnieńskiego. W początkach XVI w. z fundacji prymasa Mikołaja Dzierzgowskiego rozpoczęto odbudowę świątyni, którą ukończono w 1556 roku. W tym też roku konsekrowano kościół. Wkrótce powstał także przytułek dla bezdomnych oraz prepozytura parafialna z kolegium mansjonarzy. W wieku XVII arcybiskup Jan Lipski wybudował w Chruślinie dom mieszkalny do swojej dyspozycji. Wieś arcybiskupstwa gnieźnieńskiego w ziemi sochaczewskiej województwa rawskiego w 1792 roku.
W 1827 Chruślin liczył sobie 44 domy. W 1880 roku domostw było 44, a mieszkańców 157.
W latach 1954–1972 wieś należała i była siedzibą władz gromady Chruślin. W latach 1975–1998 miejscowość administracyjnie należała do województwa skierniewickiego.

## Zabytki
Według rejestru zabytków Narodowego Instytutu Dziedzictwa na listę zabytków wpisane są obiekty:
- kościół parafialny św. Michała (nr rej.: 98-VI-7 z 29.03.1949 oraz 111 z 15.08.1967). Jest to gotycko-renesansowy kościół wznoszony w latach 1534-1556 (pierwsza z tych dat znajduje się na oknie zakrystii, druga – na tablicy poświadczającej konsekrację budowli). Jest to budowla ceglana, jednonawowa, z wydłużonym, prostokątnym prezbiterium zamkniętym półkolistą apsydą, z przylegającą od północy zakrystią ze skarbczykiem. Kolebkowe, ornamentowane sklepienie nawy i prezbiterium oraz bogaty detal ceglany szczytów i sygnaturki świadczą o autorstwie płockiego warsztatu Jana Baptysty Wenecjanina i przynależności do tzw. "grupy pułtuskiej".
- dzwonnica z 1848 roku (nr rej.: 564 z 15.08.1967)
- cmentarz choleryczny oraz żołnierzy rosyjskich z I wojny światowej (nr rej.: 950/A z 30.12.1993)

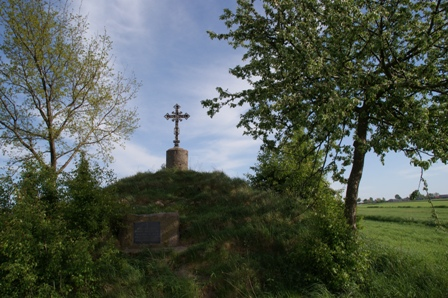
"Kopiec Kościuszki" z 1917 roku
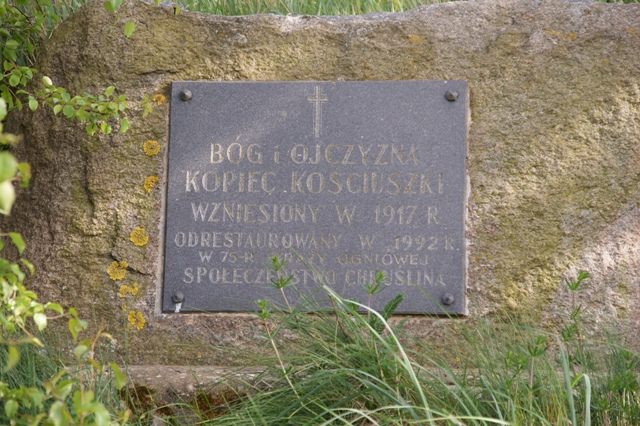
"Kopiec Kościuszki" z 1917 roku
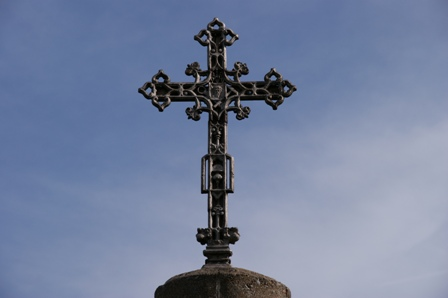
"Kopiec Kościuszki" z 1917 roku